# 대구화원초등학교
대구화원초등학교(大邱花園初等學校)는 대한민국 대구광역시 달성군 화원읍 천내리에 있는 초등학교이다.

## 연혁
- 1920년 6월 20일 학교 설립인가
- 1921년 2월 22일 4년제 2학급 개교(화원공립보통학교)
- 1923년 3월 23일 4년제 1회 졸업
- 1926년 3월 23일 6년제 1회 졸업
- 1970년 10월 10일 강당 신축
- 1996년 3월 1일 대구화원초등학교로 교명 변경
- 1999년 10월 28일 축구부 재창단(29명)
- 2002년 3월 1일 대구화남초등학교 분리 이관(891명)
- 2003년 3월 1일 대구천내초등학교 분리 이관(702명)
- 2005년 3월 1일 대구화동초등학교 분리 이관(330명)
- 2003년 7월 11일 담장 허물기 및 소공원 조성
- 2003년 12월 17일 필승관 개관
- 2004년 2월 10일 화원발명교실 개관
- 2004년 8월 31일 과학실 현대화사업(실험실2, 준비실1)
- 2005년 8월 20일 천정형 냉난방 시설 설치
- 2006년 12월 29일 필승관 내 제2체력단련실 증축
- 2009년 2월 5일 달성특수지원센터 개소
- 2009년 9월 14일 본관 승강기 설치
- 2017년 3월 1일 제27대 이종원 교장 부임
- 2018-02-13 제95회 졸업식 76명(16,819명)
- 2018-03-01 21학급 편성(일반학급 18, 특수학급 3)

## 참고 문헌
- 대구화원초등학교 - 한국교육학술정보원 학교알리미

## 같이 보기
- 대구화원초등학교 축구단